# 秘密 (書)
《秘密》（英語：The Secret）是朗达·拜恩于2006年的自助书，改编自一套同名电影。它基于吸引力法则的信念，该信念认为思想可以直接改变一个人的生活。该书已在全球售出3000万册，并已翻译成50种语言。 
2009年，入选中国图书商报社和中国出版科学研究所联合主办评选的“新中国60年中国最具影响力的600本书”。

## 背景
同名電影《秘密》于2006年3月以电影形式发行，同年下半年发行为书籍。2004年，在朗達·拜恩遭遇個人創傷期間，她从女儿那里收到了华莱士·沃特尔斯在1910年出版的《致富的科学》，而《秘密》則受到這本書的影響 。